# Powiat poznański (II Rzeczpospolita)
Powiat poznański – powiat województwa poznańskiego II Rzeczypospolitej z siedzibą w Poznaniu, funkcjonującey w latach 1925–1939.

## Utworzenie powiatu (1925)
Utworzony został 1 stycznia 1925 roku z następujących obszarów:
- ze zniesionego poznańskiego wschodniego (oprócz gmin jednostkowych Główna, Komandoria,  Rataje, Starołęka i Winiary oraz obszaru dworskiego Naramowice, które włączono do Poznania[2]),
- ze zniesionego powiatu poznańskiego zachodniego (oprócz gminy Dębiec, którą włączono do Poznania[2]),
- z gmin Puszczykowo, Puszczykowo Stare i Puszczykówko z powiatu śremskiego.

## Podział administracyjny (1925–1934)
- PW = z powiatu poznańskiego wschodniego
- PZ = z powiatu poznańskiego zachodniego
- ŚM = z powiatu śremskiego

### Gminy miejskie (miasta)
- Pobiedziska (PW)
- Stęszew (PZ)
- Swarzędz (PW)

### Gminy jednostkowe
- Babki (PW)
- Baranowo (PZ)
- Barcinek (PW)
- Bednary (PW)
- Będlewo (PZ)
- Biskupice (PW)
- Bociniec (PW)
- Bogucin (PW)
- Bolechowo (PW)
- Bolechówko (PW)
- Borówko (PW)
- Bugaj (PW)
- Chartowo (PW)
- Chludowo (PW)
- Chomęcice (PZ)
- Chyby (PZ)
- Ceradz Kościelny (PZ)
- Czapury (PW)
- Czerwonak (PW)
- Czerwonczyn (PW)
- Daszewice II (PW)
- Dąbrowa (PZ)
- Dębienko (PZ)
- Dębno (PZ)
- Dębogóra (PW)
- Dopiewiec (PZ)
- Dopiewo (PZ)
- Dymaczewo Nowe (PZ)
- Dymaczewo Stare (PZ)
- Edmundowo (PZ)
- Fabianowo (PZ)
- Garaszewo (PW)
- Garby (PW)
- Glinienko (PW)
- Glinno (PW)
- Glębocko (PW) – do 1934
- Głuchowo (PZ)
- Główna p. Pobiedziskami (PW)
- Główieniec (PW)
- Głuszyna (PW)
- Golęczewo (PZ)
- Gołunin (PW)
- Gołuski (PZ)
- Góra (PZ)
- Gortatowo (PW)
- Gorzkiepole (PW)
- Góra (PW)
- Gruszczyn (PW)
- Jankowo (PW)
- Janikowo (PW)
- Jasin (PW)
- Jerzykowo (PW)
- Jerzyn (PW)
- Jeziorki (PZ)
- Junikowo (PZ)
- Kicin (PW)
- Kiekrz (PZ)
- Kliny (PW)
- Kobylnica (PW)
- Kobylniki (PZ)
- Kobylepole (PW)
- Kocanowo (PW)
- Kokoszczyn (PZ)
- Kołata (PW)
- Komorniki (PZ)
- Konarzewo (PZ)
- Kotowo (PZ)
- Koziegłowy (PW)
- Krąplewo (PZ)
- Krzesiny (PW)
- Krzesinki (PW)
- Krzyszkowo (PZ)
- Krzyżowniki (PZ)
- Lasek (PZ)
- Latalice (PW) – do 1934
- Lisówki (PZ)
- Luboń (PZ)
- Lusówko (PZ)
- Lusowo (PZ)
- Łagiewniki p. Złotnikami (PW)
- Łagiewniki p. Pobiedziskami (PW)
- Ławica (PZ)
- Łęczyca (PZ)
- Łowęcin (PW)
- Łódź (PZ)
- Marlewo (PW)
- Miękowo (PW)
- Minikowo (PW)
- Mirosławki (PZ)
- Modrze (PZ)
- Morasko (PW)
- Mrowino (PZ)
- Napachanie (PZ)
- Naramowice (PW)
- Nowawieś Dolna (PW)
- Nowagórka (PW)
- Nowawieś p. Swarzędzem (PW)
- Paczkowo (PW)
- Palędzie (PZ)
- Pamiątkowo (PZ) – do 1934
- Pawłowice (PZ)
- Piątkowo (PW)
- Piekary (PZ)
- Plewiska (PZ)
- Podarzewice (PW)
- Podarzewo (PW)
- Podgłębokie (PW)
- Pomarzanki (PW)
- Potasze (PW)
- Promienko (PW)
- Promnice (PW)
- Promno (PW)
- Pruszewiec (PW)
- Psarskie (PZ)
- Puszczykowo (ŚM)
- Puszczykowo Stare (ŚM)
- Puszczykówko  (ŚM)
- Rabowice (PW)
- Radojewo (PW)
- Rogierówko (PZ)
- Rosnówko (PZ)
- Rumianek (PZ)
- Sady (PZ)
- Sapowice (PZ)
- Sarbinowo (PW)
- Skorzęcin (PW)
- Skórzewo (PZ)
- Słupia (PZ)
- Sobiesiernie (PZ)
- Sobota (PZ)
- Sokolniki Gwiazdowskie (PW)
- Spławie (PW)
- Srocko Małe (PZ)
- Staragórka (PW)
- Starołęka Wielka (PW)
- Starzyny (PZ)
- Stęszewice (PW)
- Stęszewko (PW)
- Strykowo (PZ)
- Strzeszynek (PW)
- Suchylas (PW)
- Sypniewo (PW)
- Swadzim (PZ)
- Swarzędz-Wieś (PW) – do 1934
- Świerczewo (PZ)
- Tarnowo Podgórne (PZ)
- Tomice (PZ)
- Trzcielin (PZ)
- Trzebaw (PZ)
- Twardowo (PZ)
- Umółtowo (PW)
- Uzarzewo (PW)
- Wagowo (PW)
- Walerianowo (PZ)
- Węglewko (PW)
- Węglewo (PW)
- Więckowice (PZ)
- Wiórek (PW)
- Wiry (PZ)
- Witobel (PZ)
- Wójtostwo (PW) – do 1934
- Wronczyn p. Stęszewem (PZ)
- Wronczynek (PW)
- Wysogotowo (PZ)
- Zakrzewo (PZ)
- Zalasewo (PW)
- Zamysłowo (PZ)
- Zaparcin (PZ)
- Zegrze (PW)
- Zbierkowo (PW)
- Zieliniec (PW)
- Złotkowo (PZ)
- Żabikowo (PZ)

### Obszary dworskie
- Babki (PW)
- Batorowo – od 1926
- Bednary (PW)
- Będlewo (PZ)
- Biedrusko (PW)
- Bolechowo (PW)
- Bytkowo (PZ)
- Chmielniki (PZ)
- Cerekwica (PZ)
- Czachórki (PW)
- Dąbrówka (PZ)
- Dopiewiec (PZ)
- Dopiewo (PZ)
- Głębokie (PW) – do 1934
- Głuszyna (PW)
- Golęcin (PW) – do 1933
- Gołuń (PW)
- Gwiazdowo (PW)
- Jankowice (PZ)
- Jezierce (d. Zielonka) (PW)
- Jeziorki (PZ)
- Kobylepole (PW)
- Kociałkowa Górka (PW)
- Kołatka (PW)
- Konarzewo (PZ)
- Kowalskie (PW)
- Kruszewnia (PW)
- Krześlice (PW)
- Lusowo (PZ) – do 1926
- Lusówko (PZ)
- Łagiewniki p. Złotnikami (PW)
- Modrze (PZ)
- Mrowino (PZ)
- Napachanie (PZ)
- Nowawieś Górna (PW)
- Nowydwór (PW)
- Otowo (PZ)
- Owińska (PW)
- Owińska-Zakład Psychiatryczny (PW)
- Pamiątkowo (PZ) – do 1934
- Pawłowice (PZ)
- Piotrowo (PW)
- Pokrzywnica (PZ)
- Polskawieś (PW)
- Pomarzanowice (PW)
- Przybroda (PZ)
- Puszczykowo-Zaborze (PW)
- Radojewo (PW)
- Rokietnica (PZ)
- Roztworowo (PZ) – do 1934
- Rybitwy (PW) – do 1934
- Sady (PZ)
- Sapowice (PZ)
- Sierosław (PZ) – do 1930
- Skórzewo (PZ)
- Skrzynki (PZ)
- Sobiesiernie (PZ) – do 1926
- Sobota (PZ)
- Sołacz (PW) – do 1933
- Spławie (PW)
- Starołęka (PW)
- Strykowo (PZ)
- Strzeszyn (PW)
- Swadzim (PZ)
- Swarzędz-Dwór (PW) – do 1934
- Swarzędz-Leśnictwo (PW)
- Szreniawa (PZ)
- Trzcielin (PZ)
- Trzebaw (PZ)
- Uzarzewo (PW)
- Węglewo (PW)
- Wielkawieś (PZ)
- Wielkie (PZ)
- Wierzenica (PW)
- Wierzonka (PW)
- Więckowice (PZ)
- Wiry (PZ)
- Wronczyn p. Pobiedziskami (PW)
- Wronczyn p. Stęszewem (PZ)
- Wypalanki (d. Mosina) (PZ)
- Złotniczki (PW)
- Złotniki (PZ)
- Żydowo (PZ) – do 1934

### Zmiany administracyjne
- 9 stycznia 1926 zniesiono obszary dworskie Lusowo i Sobiesiernie, tworząc z nich nową gminę Batorowo[3].
- 1 kwietnia 1930 zniesiono obszar dworski Sierosław, włączając go do gminy Lusówko[4].
- 1 kwietnia 1933 zniesiono obszary dworskie Golęcin i Sołacz, włączając je do Poznania[5].
- 1 czerwca 1934 zniesiono gminę Swarzędz-Wieś i obszar dworski Swarzędz-Dwór, włączając je do Swarzędza[6].
- 1 czerwca 1934 zniesiono gminę Wójtostwo, włączając ją do Pobiedzisk[7].
- 15 czerwca 1934 z powiatu poznańskiego wyłączono gminy Głębocko i Latalice oraz obszary dworskie Głębokie i Rybitwy, włączając je do powiatu gnieźnieńskiego[8]
- 15 czerwca 1934 z powiatu poznańskiego wyłączono gminę Pamiątkowo oraz obszary dworskie Pamiątkowo, Roztworowo i Żydowo, włączając je do powiatu obornickiego[8].

## Podział administracyjny (1934–1939)
1 sierpnia 1934 zniesiono gminy jednostkowe i obszary dworskie, dokonując nowego podziału powiatu na 11 zbiorowych gminy wiejskie.

### Gminy miejskie (miasta)
- Pobiedziska
- Stęszew
- Swarzędz

### Gminy zbiorowe
- gmina Czerwonak
  - dotychczasowe gminy jednostkowe: Bogucin, Bolechowo, Bolechówko, Czerwonak, Czerwonczyn, Dębogóra, Janikowo, Kicin, Kliny, Koziegłowy, Miękowo, Potasze i Promnice
  - dotychczasowe obszary dworskie: Biedrusko, Bolechowo, Nowydwór, Owińska-Dwór, Owińska-Zakład, Swarzędz Leśn., Wierzenica i Wierzonka
- gmina Dopiewo
  - dotychczasowe gminy jednostkowe: Chomęcice, Dąbrowa, Dopiewiec, Dopiewo, Głuchowo, Gołuski, Komorniki, Konarzewo, Lisówki, Palędzie, Plewiska, Skórzewo, Trzcielin, Więckowice i Zakrzewo
  - dotychczasowe obszary dworskie: Dąbrówka, Dopiewiec, Dopiewo, Konarzewo, Pokrzywnica, Skórzewo, Trzcielin, Więckowice, Zborowo i Zborówko
- gmina Krzesiny
  - dotychczasowe gminy jednostkowe: Babki, Chartowo, Czapury, Daszewice II, Garaszewo, Głuszyna, Kobylepole, Krzesinki, Krzesiny, Marlewo, Minikowo, Spławie, Starołęka Wielka, Sypniewo, Wiórek i Zegrze
  - dotychczasowe obszary dworskie: Babki, Głuszyna, Kobylepole, Piotrowo, Spławie i Starołęka
- gmina Piątkowo
  - dotychczasowe gminy jednostkowe: Chludowo, Glinienko, Glinno, Golęczewo, Łagiewniki pod Złotnikami, Morasko, Naramowice, Nowawieś Dolna, Piątkowo, Psarskie, Radojewo, Strzeszynek, Suchylas, Umultowo i Złotkowo
  - dotychczasowe obszary dworskie: Łagiewniki, Nowawieś Górna, Radojewo, Strzeszyn i Złotniki
- gmina Polskawieś
  - dotychczasowe gminy jednostkowe: Bednary Kolonia, Biskupice, Bociniec, Borówko, Główna, Gołunin, Gorzkie Pole, Jerzykowo, Jerzyn, Kocanowo, Kołata, Łagiewniki pod Pobiedziskami, Nowagórka, Podarzewice, Podarzewo, Podgłębokie, Polskawieś, Pomarzanki, Promienko, Promno, Pruszewiec, Skorzęcin, Staragórka, Stęszewice, Stęszewko, Wagowo, Węglewko, Węglewo, Wronczynek, Zbierkowo i Złotniczki
  - dotychczasowe obszary dworskie: Bednary, Czachórki, Gołuń, Jezierce, Kociałkowa Górka, Kowalskie, Krześlice, Pomarzanowice, Stęszewko Leśn., Węglewo i Wronczyn pod Pobiedziskami
- gmina Puszczykowo
  - dotychczasowe gminy jednostkowe: Łęczyca, Puszczykowo, Puszczykowo Stare, Puszczykówko i Wiry
  - dotychczasowe obszary dworskie: Wiry
- gmina Rokietnica
  - dotychczasowe gminy jednostkowe: Chyby, Kiekrz, Kobylniki, Krzyszkowo, Mrowino, Napachanie, Pawłowice, Rogierówko, Sobota i Starzyny
  - dotychczasowe obszary dworskie: Bytkowo, Cerekwica, Mrowino, Napachanie, Pawłowice, Przybroda, Rokietnica, Sobota i Wielkie
- gmina Stęszew
  - dotychczasowe gminy jednostkowe: Będlewo, Dębienko, Dębno, Dymaczewo Nowe, Dymaczewo Stare, Jeziorki, Krąplewo, Łódź, Mirosławki, Modrze, Piekary, Rosnówko, Sapowice, Słupia, Srocko Małe, Strykowo, Tomice, Trzebaw, Twardowo, Walerjanowo, Witobel, Wronczyn (pod Stęszewem), Zamysłowo i Zaparcin
  - dotychczasowe obszary dworskie: Będlewo, Chmielniki, Jeziorki, Modrze, Sapowice, Skrzynki, Strykowo, Szreniawa, Trzebaw, Wronczyn pod Stęszewem i Wypalanki
- gmina Swarzędz
  - dotychczasowe gminy jednostkowe: Barcinek, Bugaj, Garby, Główieniec, Góra pod Pobiedziskami, Gruszczyn, Hortatowo, Jasin, Jankowo, Kobylnica, Łowęcin, Nowawieś pod Swarzędzem, Paczkowo, Rabowice, Sarbinowo, Sokolniki Gwiazdowskie, Uzarzewo, Zalasewo i Zieliniec
  - dotychczasowe obszary dworskie: Gwiazdowo, Kruszewnia, Puszczykowo-Zaborze i Uzarzewo
- gmina Tarnowo Podgórne
  - dotychczasowe gminy jednostkowe: Baranowo, Batorowo, Ceradz Kościelny, Edmundowo, Góra pod Tarnowem Podgórnem, Kokoszczyn, Krzyżowniki, Lusowo, Lusówko, Rumianek, Sady, Sobiesiernie, Swadzim, Tarnowo Podgórne i Wysogotowo
  - dotychczasowe obszary dworskie: Jankowice, Lusówko, Otowo, Sady i Swadzim
- gmina Żabikowo
  - dotychczasowe gminy jednostkowe: Fabianowo, Junikowo, Kotowo, Lasek, Luboń, Ławica, Świerczewo i Żabikowo
  - dotychczasowe obszary dworskie: (brak)

## Starostowie
- Adam Mizgalski (– 31 marca 1925)[10]